# Большая Кимитина
Большая Кимитина, в нижнем течении Кимитина — река на полуострове Камчатка в России, протекает по территории Камчатского края. Длина реки — 105 км, площадь водосборного бассейна — 2330 км².
Начинается в озере Кимитина, лежащем у подножия горы Круг Срединного хребта на высоте 642,6 метра над уровнем моря. От истока направляется на восток по долине между горными хребтами, после впадения Малой Кимитины поворачивает. Затем течёт в юго-восточном направлении по равнинной местности, поросшей берёзово-лиственничным лесом, левый берег заболочен. В низовьях пересекается дорогой Долиновка-Кирганик. Ширина реки выше моста 25 метров, глубина — 1,3 метра, дно каменистое. Впадает в Камчатку слева на расстоянии 497 км от её устья на высоте 103,5 метра над уровнем моря.
Основные притоки:
- правые: Балхач, Малая Кимитина;
- левые: Быстрый, Малая Кимитина Северная.

По данным государственного водного реестра России относится к Анадыро-Колымскому бассейновому округу.
Код водного объекта — 19070000112120000013598.